# 2584 Turkmenia
2584 Turkmenia là một tiểu hành tinh vành đai chính, được phát hiện bởi Nikolai Stepanovich Chernykh ở 1979. Nó được đặt theo tên Soviet Republic thuộc Turkmen (nay là nhà nước độc lập Turkmenistan).